# Ambroise Tardieu (historiographe)
Pour les articles homonymes, voir Ambroise Tardieu.
Jean Joseph Félix Ambroise Tardieu (3 avril 1840 - 5 avril 1912) est un historiographe de l'Auvergne et de la Marche, un archéologue et un généalogiste français.

## Biographie
Ambroise Tardieu nait à Clermont-Ferrand, au 3 rue Saint-Genès, aujourd'hui 38 rue Bruyante, le 3 avril 1840. Il est le fils de Charles Gilbert Tardieu (né à Messeix), ingénieur des mines, licencié en droit, exploitant agricole, et de Marie Peyronnet. Ambroise Tardieu, par son grand-père paternel, Joseph, est issu d'une famille fixée à Clermont–Ferrand depuis 1809.
Après des études commencées à Clermont et terminées à Paris, il se consacre, dès l’âge de 17 ans, à l’histoire de l’Auvergne et de la Marche, devenant l'un des spécialistes de la généalogie des familles nobles et notables de ces deux provinces. Il publiera en tout près de 40 volumes, fruits d'un travail de quarante années.
Il fonde à Herment, où sa mère avait une vaste propriété dans laquelle il a habité de 1858 à 1894, un musée qui regroupe tableaux, gravures anciennes (plus de 5 000), vieux meubles, curiosités diverses et une bibliothèque de 10 000 volumes (art, histoire, archéologie…). Après la mort de sa mère en 1895, il réside l'hiver à Alger et l'été à Royat.
En 1882, il découvre et fouille, à Herment, la ville gallo-romaine de Beauclair, ancienne station de la voie romaine d'Augustonemetum à Limoges (Lemovicum), ce qui contribue à sa notoriété internationale auprès des archéologues et des érudits. En 1895, il organise la cavalcade historique des croisades, à Clermont. La presse française et étrangère de l'époque s'en fait l'écho. Il est également délégué, par l’Institut archéologique d’Allemagne et l’Académie royale de Madrid, au Congrès d'archéologie de 1895.
Il meurt le 5 avril 1912, à Clermont-Ferrand, rue de la Pyramide, au no 3.
Son frère, Amédée, chirurgien en chef dans l'armée du Rhin en 1870, chevalier de la Légion d'honneur, docteur en médecine au Mont-Dore, médecin ordinaire de la comtesse des Flandres, fut conseiller général du Puy-de-Dôme pour le canton d'Herment de 1871 à 1877 et maire d'Aurières de 1881 à 1888 et de 1896 à 1904.

## Titres
Liste non exhaustive.
- Grande médaille de mérite de l'exposition universelle de 1873 à Vienne (Autriche).
- Membre de l'Institut archéologique d'Allemagne, de l'Académie royale de Madrid, des académies de Clermont-Ferrand, Marseille, Toulouse, Rouen, Nancy, Hippone.
- Membre de la Société française d'archéologie pour la conservation des monuments historiques de France, de la société bibliographique, du Musée de Riom, de la Société archéologique et historique du Limousin, de l'Association française pour l'avancement des sciences de l'académie héraldique de Pise.

### Officier et chevalier de divers ordres
- Chevalier de l'ordre de Saint-Grégoire-le-Grand (Vatican).
- Chevalier de l'ordre de François-Joseph (Autriche-Hongrie).

## Publications
Liste non-exhaustive.
- Dictionnaire iconographique de l'ancienne Auvergne, 1904. [lire en ligne].
- Histoire généalogique de la maison Bosredon, 1863.
- Histoire de la ville, du Pays et de la Baronnie d'Herment, Herment, 1866. [lire en ligne].
- Histoire illustrée de la ville et du canton de Saint-Gervais d'Auvergne ; Ambroise Tardieu et Augustin Madebène, Herment, 1892. [lire en ligne].
- Histoire de la ville de Clermont-Ferrand, éditions de la Tour Gile, 1994. Fac-simile des volumes 1 (1870-1871) et 2 (1872) [lire en ligne].
- Histoire de la ville de Clermont-Ferrand depuis les temps les plus reculés jusqu'à nos jours : avec lithographies, plans, blasons, portraits, sceaux, chartes, pièces justificatives, liste des ouvrages consultés, table générale des noms de familles ..., vol. 2, Moulins, Imprimerie de C. Desroziers, 1872, 515 p. (lire en ligne)
- Histoire de la ville de Montferrand et du bourg de Chamalières en Auvergne, 1875.
- Grand dictionnaire historique du département du Puy-de-Dôme : comprenant l'histoire complète des villes, bourgs, hameaux, paroisses, abbayes, prieurés, monastères de tous ordres, etc., situés sur ce territoire et faisant jadis partie de l'ancienne Basse-Auvergne, Éditions Jeanne Laffite, 1999 (1re éd. 1877), 380 p. (ISBN 978-2-86276-242-5).
- Pontgibaud en Auvergne : la ville, le château, le comté, les mines, Le Livre d'Histoire - Lorisse, coll. « Monographie des villes et villages de France / Micberth », 1882 (réimpr. 1992), 144 pages - 501 g - 14 × 20 cm  (ISBN 2877608883) [lire en ligne].
- Dictionnaire des anciennes familles de l'Auvergne, 1884 [lire en ligne].
- Histoire illustrée d'Auzances et de Crocq, Le Livre d'Histoire - Lorisse, coll. « Monographie des villes et villages de France / Micberth », 1888 (réimpr. 1990), 208 pages - 701 g - 14 × 20 cm  (ISBN 2877605019) [lire en ligne].
- Histoire illustrée du bourg de Royat en Auvergne, 1902.
- Voyage archéologique en Italie et en Tunisie : Rome, Naples, Pompéi, Messine, Catane, Syracuse, Palerme, Malte, Tunis et Utique, 1885. [lire en ligne].
- Généalogie de la maison Du Plantadis dans la Marche et en Auvergne, Moulins, Imprimerie de C. Desrosiers, 1882, 90 p. (lire en ligne).

## Liens